# Primera División (Uruguay) 1962
Die Saison 1962 der Primera División war die 59. Spielzeit (die 31. der professionellen Ära) der höchsten uruguayischen Spielklasse im Fußball der Männer, der Primera División.
Die Primera División bestand in der Meisterschaftssaison des Jahres 1962 aus zehn Vereinen, deren Mannschaften in den insgesamt 90 Meisterschaftsspielen jeweils zweimal aufeinandertrafen. Es fanden 18 Spieltage statt. Die Meisterschaft gewann der Club Atlético Peñarol als Tabellenerster vor Nacional Montevideo und Centro Atlético Fénix als Zweitem und Drittem der Saisonabschlusstabelle. Der Tabellenvorletzte Central stieg aus der Primera División in die Segunda División ab. Torschützenkönig wurde mit 16 Treffern Alberto Spencer.

## Jahrestabelle
| Pl. | Verein                    | Sp. | S  | U | N  | Tore    | Diff. | Punkte |
| --- | ------------------------- | --- | -- | - | -- | ------- | ----- | ------ |
| 1.  | Club Atlético Peñarol (M) | 18  | 16 | 1 | 1  | 054:900 | +45   | 33     |
| 2.  | Nacional Montevideo       | 18  | 12 | 3 | 3  | 043:240 | +19   | 27     |
| 3.  | Centro Atlético Fénix     | 18  | 8  | 2 | 8  | 025:360 | −11   | 18     |
| 4.  | Club Atlético Defensor    | 18  | 5  | 7 | 6  | 028:230 | +5    | 17     |
| 5.  | Racing Club de Montevideo | 18  | 4  | 9 | 5  | 030:330 | −3    | 17     |
| 6.  | Club Atlético Cerro       | 18  | 6  | 5 | 7  | 025:290 | −4    | 17     |
| 7.  | Rampla Juniors            | 18  | 6  | 3 | 9  | 024:330 | −9    | 15     |
| 8.  | Liverpool FC              | 18  | 5  | 5 | 8  | 024:370 | −13   | 15     |
| 9.  | Central (N)               | 18  | 4  | 3 | 11 | 019:310 | −12   | 11     |
| 10. | Danubio FC                | 18  | 4  | 2 | 12 | 017:340 | −17   | 10     |

| (M) | Meister der vorangegangenen Saison  |
| (N) | Aufsteiger aus der Segunda División |